# Aktöbe
Aktöbe (kazak: Ақтөбе, Aqtöbe; orosz: Актобе, Aktobe; 1999-ig Актю́бинск, Aktyubinszk) város Kazahsztánban a Jelek folyó két partján, az Aktöbe terület közigazgatási központja. 2021-ben 513 004 lakosa volt.

## Története
A mai Aktöbe régió területe számos közép-ázsiai kultúra és birodalom emelkedésének és bukásának volt tanúja. 1869-ben egy orosz katonai erőd épült a Kargali és a Jelek folyók összefolyásánál, az Orenburg-Kazalinszk vasútvonal mentén. Ettől az időszaktól kezdve szláv telepesek kezdtek a régióba letelepedni gazdálkodás céljából, és hamarosan település alakult ki az erőd körül. 1874-ben az erőd területét kiterjesztették, és az utakat az erőd kapujáig vitték el. 1891-ben a települést körzeti városnak, hivatalosan Aktjubinszknak nevezték el.
A 19. század végén és a 20. század elején gyorsan bővült a település. Míg az 1889-es népesség 2600 volt, 1909-re a lakosság több mint négyszeresére, 10 716 lélekre nőtt. A századfordulón a városban már két templom, egy tatár mecset, egy orosz-kirgiz fiú és lányiskola, egy klinika, egy bank, egy posta, városi park, mozi és két malom is működött. 1901-től a Trans-Aral vasút is a keresztül ment a városon. Az első világháborút megelőző években az ipar is kezdett fejlődni a városban: egy villamos gyár, egy téglagyár is épült, és éves vásártartási jogot is kapott.

## Népessége

### Aktöbe népességének változása
| Lakosok száma | 2817 | 48 749 | 190 569 | 249 759 | 262 830 | 348 956 | 371 357 | 476 967 | 513 004 | 570 475 |
|               | 1897 | 1939   | 1979    | 2004    | 2007    | 2010    | 2013    | 2018    | 2021    | 2024    |

### A népesség etnikai összetétele
A város lakosságának etnikai összetétele változatos. A 2009-es népszámlálás eredményei szerint a kazakok alkották a legnagyobb etnikai csoportot Aktöbe város közigazgatási területén. Mögöttük, jelentős lemaradással az oroszok álltak, akik korábban uralták a várost. Az ukránok, tatárok, németek, koreaiak és más nemzeti kisebbségek aránya elenyésző.
| nemzetiség | fő   | %      |
| ---------- | ---- | ------ |
| orosz      | 1728 | 61,3 % |
| ukrán      | 550  | 19,5 % |
| tatár      | 276  | 9,8 %  |
| mordvin    | 126  | 4,5 %  |
| kazak      | 96   | 3,4 %  |
| baskír     | 10   | 0,4 %  |
| egyéb      | 31   | 1,1 %  |
| összesen   | 2817 | 100 %  |

| nemzetiség | fő     | %      |
| ---------- | ------ | ------ |
| orosz      | 26 041 | 53,4 % |
| ukrán      | 10 694 | 21,9 % |
| kazak      | 7641   | 15,7 % |
| tatár      | 2672   | 5,5 %  |
| zsidó      | 251    | 0,5 %  |
| mordvin    | 241    | 0,5 %  |
| egyéb      | 1526   | 3,5 %  |
| összesen   | 48 749 | 100 %  |

| nemzetiség | fő      | %       |
| ---------- | ------- | ------- |
| kazak      | 286 672 | 73,19 % |
| orosz      | 75 242  | 19,21 % |
| ukrán      | 12 694  | 3,24 %  |
| tatár      | 6737    | 1,72 %  |
| német      | 2431    | 0,62 %  |
| koreai     | 1248    | 0,32 %  |
| egyéb      | 6645    | 1,7 %   |
| összesen   | 391 669 | 100 %   |

| nemzetiség | fő      | %       |
| ---------- | ------- | ------- |
| kazak      | 335 182 | 76,30 % |
| orosz      | 74 195  | 16,89 % |
| ukrán      | 11 755  | 2,68 %  |
| tatár      | 6742    | 1,53 %  |
| német      | 2647    | 0,60 %  |
| koreai     | 1244    | 0,28 %  |
| egyéb      | 7550    | 1,72 %  |
| összesen   | 439 315 | 100 %   |

| nemzetiség | fő      | %       |
| ---------- | ------- | ------- |
| kazak      | 413 633 | 80,63 % |
| orosz      | 70 305  | 13,7 %  |
| ukrán      | 10 452  | 2,03 %  |
| tatár      | 6614    | 1,28 %  |
| német      | 2699    | 0,52 %  |
| koreai     | 1199    | 0,23 %  |
| egyéb      | 8102    | 1,57 %  |
| összesen   | 513 004 | 100 %   |

2021 elején Aktöbe város lakossága a régió lakosságának 57,36 %-át tette ki. A régióban élő kazakok 55,21 %-a, míg a oroszok 73,23%-a Aktöbében él. Hasonló helyzet alakult ki a tatárok (73,59%), koreaiak (85,39%), azeriek (76,88%), örmények (81,08%) körében is.

## Földrajza

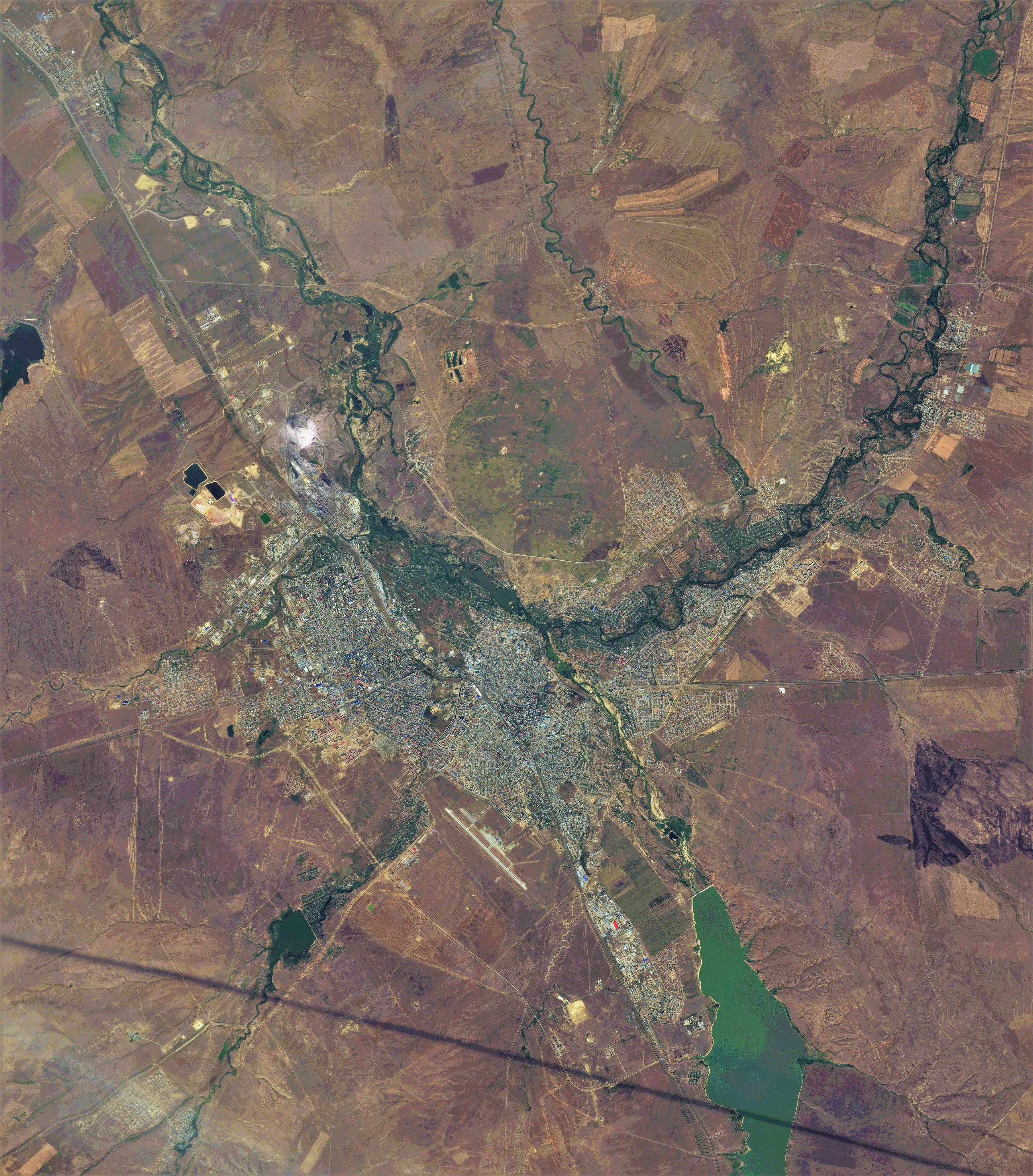
Aktöbe és környékének műholdképe, 2017. szeptember 7-én az ESA Sentinel-2 műholdról

A város földrajzi koordinátái é. sz. 50°18′ 00″,  k. h. 57°10′ 00″.

### Földrajzi helyzete
A város az Aktöbe terület északi részén fekszik, az Urál bal oldali mellékfolyójának, a Jelek folyónak kezdetben csak a bal, mára mindkét partján, azon a helyen, ahol a Kargali folyó beletorkollik; a Poduralszkoje-fennsík középső részén, amely 250-400 m magasságban elterülő síkság. Poduralszkoje-fennsík jellegzetessége, hogy a talajok alatt kréta időszaki ásványi alapréteg található (a mélyedésekben paleogén agyagok borítják), ami azt eredményezi, hogy azokon a helyeken, ahol az erózió következtében a talajréteg lepusztult, fehér színű krétakori lerakódások látszanak.

### Európa és Ázsia határa
Az Európa és Ázsia közötti határ meghatározásának kérdése nagyon ellentmondásos. Ha az Urál folyó mentén húzzuk meg a határt ezen földrészek között, akkor Aktöbe kétségtelenül Ázsiában fekvő város lesz. Azonban Európa, a legtöbb geográfus által jelenleg elfogadott keleti határai felölelik Kazahsztán egy kis részét, ahol a Kaszpi-tenger partja által alkotott európai határt a kazahsztáni Zsem folyón és a Mugalzsar dombok kötik össze az Urállal, az Urál déli nyúlványával. Eszerint Aktöbe európai város.
A földgömb jelentős, nagy földrajzi egységekre való felosztása során a legtöbb modern geográfus az egykori Szovjetuniót különálló területi egységként kezelte, amely egy kontinenshez hasonlítható, ami nyugaton kissé elkülönült Európától, délen és keleten pedig Ázsiától; ezt a különbséget a Szovjetunió háromnegyedét kitevő Oroszország esetében is fenntartották.

### Éghajlata
| Hónap                            | Jan.  | Feb.  | Már.  | Ápr.  | Máj. | Jún. | Júl. | Aug. | Szep. | Okt.  | Nov.  | Dec.  | Év    |
| -------------------------------- | ----- | ----- | ----- | ----- | ---- | ---- | ---- | ---- | ----- | ----- | ----- | ----- | ----- |
| Rekord max. hőmérséklet (°C)     | 4,1   | 5,5   | 23,6  | 30,9  | 38,3 | 40,2 | 42,2 | 41,1 | 38,3  | 29,7  | 17,0  | 13,0  | 42,2  |
| Átlagos max. hőmérséklet (°C)    | −8,4  | −7,6  | −0,5  | 13,7  | 22,6 | 28,4 | 30,1 | 28,6 | 21,7  | 11,9  | 0,8   | −5,9  | 11,4  |
| Átlaghőmérséklet (°C)            | −12,4 | −12,1 | −5,4  | 7,5   | 15,2 | 20,9 | 22,8 | 20,9 | 14,5  | 6,3   | −3,0  | −9,8  | 5,5   |
| Átlagos min. hőmérséklet (°C)    | −16,4 | −16,6 | −10,2 | 1,2   | 7,8  | 13,3 | 15,6 | 13,3 | 7,3   | 0,7   | −6,8  | −13,6 | −0,3  |
| Rekord min. hőmérséklet (°C)     | −39,6 | −39,3 | −36,4 | −16,4 | −3,8 | 0,9  | 6,0  | 1,6  | −7,4  | −13,6 | −30,4 | −41,5 | −41,5 |
| Átl. csapadékmennyiség (mm)      | 25    | 22    | 26    | 28    | 31   | 39   | 31   | 29   | 20    | 27    | 28    | 30    | 336   |
| Forrás: Климат и погода в Актобе |       |       |       |       |      |      |      |      |       |       |       |       |       |

## Aktöbe híres szülöttei
- Nyikolaj Kuznyecov (1911–1995), mérnök-altábornagy, akadémikus, számos repülőgép- és rakétahajtómű főkonstruktőre.
- Rasid Nyezsmetgyinov(wd) (1912–1974), nemzetközi sakkmester, ötszörös szovjet bajnok
- Viktor Pacajev (1933–1971), űrhajós
- Viktor Modzolevszkij (1943–2011), világbajnok párbajtőrvívó
- Marat Oszpanov(wd) (1949–2000), a Kazah Köztársaság parlamentje alsóházának (mazsilisz(wd)) első elnöke, akadémikus
- Marat Tazsin(wd), (sz. 1960) külügyminiszter (2007–2009), 2014-től oroszországi nagykövet
- Jurij Loncsakov (sz. 1965), űrhajós
- Valerij Ljukin(wd) (sz. 1966), 2x olimpiai bajnok tornász (Szöul 1988)
- Galib Zsafarov (sz. 1978), világbajnok ökölvívó
- Zsalgasz Zsumagulov(wd) (sz. 1988), MMA harcos
- Dimash Qudaibergen (sz. 1994), énekes, zeneszerző, multiinstrumentalista
- Szabina Altinbekova(wd) (sz. 1996), röplabdázó
- Bala(wd) (Danyijar Kulimsa) (sz. 1998), a kazak Ninety One(wd) együttes énekese
- Jevgenyij Fjodorov(wd) (sz. 2000), kerékpáros, 2020-ban a Székelyföldi Körverseny (Tour de Szeklerland(wd)) egyik szakaszának győztese